# Araeolaimus demani
Araeolaimus demani är en rundmaskart. Araeolaimus demani ingår i släktet Araeolaimus och familjen Axonolaimidae. Inga underarter finns listade i Catalogue of Life.